# علي بن شيبان
أبا يحيي علي بن شيبان بن محرز بن عمرو، الحنفي، السحيمي، اليمامي تابعي وأحد رواة الحديث النبوي الثقات، سكن اليمامة بالجزيرة العربية، وقدم على النبي صلى الله عليه وسلم وفدا من أهل اليمامة من بني سحيم.

## سيرته
ينتمي علي بن شيبان بن محرز بن عَمْرو بن عبد الله بن عمرو بن عبد العزى بن سُحيم لقبيلة ضبيعة العدنانية، قدم بغداد وحدث بها عن الخضر بن أبان الهاشمي، وإبراهيم بْن أَبِي العنبس، وسليمان بْن الربيع النهدي، وأبي الوليد بْن برد الأنطاكي، ومحمد بْن عَبْد اللَّه الحضرمي، وأبي حصين الوادعي، وقدم على النبي صلى الله عليه وسلم وفدا من أهل اليمامة من بني سحيم.

## علمه
تعلم علي يد والده شيبان بن محرز الحنفي، ومن تلامذته عبد الرحمن بن علي الحنفي، وعبد الله بن بدر السميعي، وطلق بن علي اليماني. روى عنه ابنه عبد الرحمن بن علي بن شيبان، والدارقطني، وأبو داود، وابن ماجه، وابن خزيمة، وأبو حاتم الرازي، أبو حاتم بن حبان البستي، والذهبي، والبخاري، والمزي، وابن الأثير الجزري، وابن حجر العسقلاني، وابن عبد البر.